# Liste der Mitglieder des Sächsischen Landtags 1863/64
Diese Liste gibt einen Überblick über die Mitglieder des Sächsischen Landtags des Jahres 1863/64.

## Zusammensetzung der I. Kammer

### Präsidium
- Präsident: Friedrich Freiherr von Friesen
- Vizepräsident: Friedrich Wilhelm Pfotenhauer
- 1. Sekretär: Christoph Holm von Egidy
- 2. Sekretär: Eduard Wimmer

### Vertreter des Königshauses und der Standesherrschaften
| Besitz oder Institution                                      | Abgeordneter                                                                                              | Bemerkungen |
| ------------------------------------------------------------ | --- | ----------- |
| Sächsisches Königshaus                                       | Prinz Georg Prinz Albert                                                                                  |             |
| Besitzer der Standesherrschaft Königsbrück                   | Ernst Graf Wilding von Königsbrück, Fürst von Radali, vertreten durch August Graf Wilding von Königsbrück |             |
| Besitzer der Standesherrschaft Reibersdorf                   | Kurt Heinrich Ernst Graf von Einsiedel                                                                    |             |
| Besitzer der Herrschaft Wildenfels                           | Friedrich Magnus Graf zu Solms-Wildenfels                                                                 |             |
| Vertreter der vier Schönburgischen Lehnsherrschaften         | Otto Friedrich von Schönburg-Waldenburg                                                                   |             |
| Bevollmächtigter der fünf Schönburgischen Rezessherrschaften | Karl von Könneritz                                                                                        |             |
| Vertreter der Universität Leipzig                            | Heinrich Ahrens                                                                                           |             |

### Vertreter der Geistlichkeit
| Amt                                  | Abgeordneter             | Bemerkungen |
| ------------------------------------ | ------------------------ | ----------- |
| Evangelischer Oberhofprediger        | Theodor Albert Liebner   |             |
| Dekan des Domstifts zu Bautzen       | Ludwig Anton Forwerk     |             |
| Superintendent zu Leipzig            | Gotthard Victor Lechler  |             |
| Vertreter des Kollegiatstifts Wurzen | Emil Wendler             |             |
| Vertreter des Hochstifts Meißen      | Karl Gustav von Watzdorf |             |

### Auf Lebenszeit gewählte Abgeordnete der Rittergutsbesitzer
| Wahlbezirk            | Abgeordneter                                              | Bemerkungen |
| --------------------- | --------------------------------------------------------- | ----------- |
| Meißner Kreis         | Christoph Holm von Egidy                                  |             |
| Meißner Kreis         | Carl August Rittner                                       |             |
| Meißner Kreis         | Bernhard Freiherr von Rochow                              |             |
| Erzgebirgischer Kreis | Karl von Einsiedel                                        |             |
| Erzgebirgischer Kreis | William Eduard Kraft                                      |             |
| Oberlausitz           | Franz Guido Hempel                                        |             |
| Oberlausitz           | Egon Heinrich Gustav Freiherr von Schönberg-Bibran-Modlan |             |
| Oberlausitz           | Johannes Petrus Cajus Graf zu Stolberg-Stolberg           |             |
| Leipziger Kreis       | Otto von Böhlau                                           |             |
| Leipziger Kreis       | Oswald von Nostitz-Wallwitz                               |             |
| Vogtländischer Kreis  | Heinrich Ludolph Kasten                                   |             |
| Vogtländischer Kreis  | Carl von Metzsch                                          |             |

### Rittergutsbesitzer durch Königliche Ernennung
- Heinrich Otto von Erdmannsdorf
- Friedrich Freiherr von Friesen
- Curt Ernst von Posern
- Rudolf Benno von Römer
- Rudolf Friedrich Theodor von Watzdorf
- Kurt Robert Freiherr von Welck
- Ludwig Eduard Victor von Zehmen
- Ludwig Wilhelm Ferdinand Freiherr von Beschwitz
- Georg von Miltitz
- Gustav von König

### Magistratspersonen
| Wahlbezirk | Abgeordneter                                     | Bemerkungen |
| ---------- | ------------------------------------------------ | ----------- |
| Dresden    | Friedrich Wilhelm Pfotenhauer, Oberbürgermeister |             |
| Leipzig    | Carl Wilhelm Otto Koch, Bürgermeister            |             |
| Schneeberg | Eduard Wimmer, Bürgermeister                     |             |
| Freiberg   | August Friedrich Clauß, Bürgermeister            |             |
| Grimma     | Ernst Ludwig Hennig, Bürgermeister               |             |
| Plauen     | Ernst Wilhelm Gottschald, Bürgermeister          |             |
| Bautzen    | Conrad Eduard Löhr, Bürgermeister                |             |
| Chemnitz   | Johannes Friedrich Müller, Bürgermeister         |             |

## Zusammensetzung der II. Kammer

### Präsidium
- Präsident: Daniel Ferdinand Ludwig Haberkorn
- Vizepräsident: Friedrich Wilhelm Oehmichen
- 1. Sekretär: Karl Loth
- 2. Sekretär: Alexander Theodor Adolph Schenk

### Abgeordnete der Rittergutsbesitzer
| Wahlbezirk            | Abgeordneter                                                 | stellvertretender Abgeordneter                            | Bemerkungen                                     |
| --------------------- | ------------------------------------------------------------ | --------------------------------------------------------- | ----------------------------------------------- |
| Erzgebirgischer Kreis | Carl Friedrich Reiche-Eisenstuck                             | Julius Braun                                              |                                                 |
| Erzgebirgischer Kreis | Theodor Esche                                                | Wilhelm Freiherr von Herder                               |                                                 |
| Erzgebirgischer Kreis | Eduard Heinrich von Schönfels                                | Max Hermann von Carlowitz-Maxen                           |                                                 |
| Leipziger Kreis       | Adolf Baumann                                                | Moritz Clauß                                              |                                                 |
| Leipziger Kreis       | Theodor Alexander Platzmann                                  | Alexis Peltz                                              |                                                 |
| Leipziger Kreis       | Gustav von König                                             | Johann Gottfried Dietze                                   | Gustav von König wurde in die I. Kammer ernannt |
| Leipziger Kreis       | Moritz Baumann                                               | Rudolph Freiherr von Streit                               |                                                 |
| Meißner Kreis         | Karl Christian Arthur Freiherr Dathe von Burgk               | Wilhelm Eduard Otto                                       |                                                 |
| Meißner Kreis         | Erdmann Theodor Günther                                      | Eduard Herrmann Haberland                                 |                                                 |
| Meißner Kreis         | Feodor Franz Albert von Schönberg                            | Edmund Schneider                                          |                                                 |
| Meißner Kreis         | Christian Heinrich Steiger                                   | Franz Julius Roßberg                                      |                                                 |
| Meißner Kreis         | Karl Victor Freiherr von Ferber                              | Otto von Schönberg                                        |                                                 |
| Oberlausitz           | Alexander Theodor Adolph Schenk                              | Eduard Gottlob Leo von Nostitz und Jänkendorf             |                                                 |
| Oberlausitz           | Friedrich Theodor von Criegern                               | Friedrich Wilhelm Schmalz                                 |                                                 |
| Oberlausitz           | Theodor Graf und Edler Herr zur Lippe-Biesterfeld-Weißenfeld | Friedrich Graf und Edler zur Lippe-Biesterfeld-Weißenfeld |                                                 |
| Oberlausitz           | Hans Karl Florian von Nostitz-Drzwiecki                      | Ernst Gustav Julius Pfeiffer                              |                                                 |
| Oberlausitz           | Hermann von Nostitz-Wallwitz                                 | Karl Ludwig Otto Weber                                    |                                                 |
| Vogtländischer Kreis  | Franz Adler                                                  | Franz Julius Förster                                      |                                                 |
| Vogtländischer Kreis  | Franz Ludwig Golle                                           | Wolf von Tümpling                                         |                                                 |
| Vogtländischer Kreis  | Wilhelm Otto Seiler                                          | Franz Emil Kreller                                        |                                                 |

### Abgeordnete der Städte
| Wahlbezirk | Abgeordneter                      | stellvertretender Abgeordneter | Bemerkungen                                                                      |
| ---------- | --------------------------------- | ------------------------------ | -------------------------------------------------------------------------------- |
| 1          | Karl August Rötzschke             | Franz Eduard Helbig            |                                                                                  |
| 2          | Ernst Caspari                     | Friedrich Wilhelm Schneider    |                                                                                  |
| 3          | Karl August Sigismund Emmrich     | Edwin Erchenberger             |                                                                                  |
| 4          | Hans Adam von Lossow              | Heinrich Hermann Pause         |                                                                                  |
| 5          | Karl Loth                         | Emil Sommer                    |                                                                                  |
| 6          | vakant                            | Robert Huste                   |                                                                                  |
| 7          | Hermann Schreck                   | Hugo Ernst Hartung             |                                                                                  |
| 8          | Friedrich Raimund Sachße          | Ludwig Bernhard Krüger         |                                                                                  |
| 9          | August Andreas Behr               | Polycarp Gotthold Lechla       |                                                                                  |
| 10         | Jakob Georg Bodemer               | Franz Messerschmidt            |                                                                                  |
| 11         | Heinrich Theodor Koch             | Christian Friedrich Schubert   |                                                                                  |
| 12         | Friedrich Gustav Weidauer         | Friedrich Christian Funke      |                                                                                  |
| 13         | Otto Hermann Krauße               | Johann Heinrich Komp           |                                                                                  |
| 14         | Arwed August Maximilian Martini   | Karl Wilhelm Wunderlich        |                                                                                  |
| 15         | Oskar Kürzel                      | Moritz Emil Körner             |                                                                                  |
| 16         | Friedrich Robert Ploß             | Franz Petzold                  |                                                                                  |
| 17         | Hermann Lang                      | Gustav Schuricht               |                                                                                  |
| 18         | Alexander Hermann Bauer           | Ernst von der Mosel            |                                                                                  |
| 19         | Christian Gottlieb Hoffmann       | Ernst Gustav Jakob             |                                                                                  |
| 20         | Daniel Ferdinand Ludwig Haberkorn | Ernst Wilhelm Haupt            |                                                                                  |
| Chemnitz   | Magnus Ottomar Kölz               | Gustav Dörstling               |                                                                                  |
| Dresden    | Bernhard Johann Arnest            | Karl Friedrich August Walther  | exakte Benennung des Dresdner Wahlbezirks erfolgt in vorliegenden Quellen nicht  |
| Dresden    | Julius Theodor Hertel             | Carl Wilhelm Dindorf           | exakte Benennung des Dresdner Wahlbezirks erfolgt in vorliegenden Quellen nicht  |
| Leipzig    | Carl Otto Müller                  | Raimund Härtel                 | exakte Benennung des Leipziger Wahlbezirks erfolgt in vorliegenden Quellen nicht |
| Leipzig    | Karl Heyner                       | Paul Adolph Maximilian Rose    | exakte Benennung des Leipziger Wahlbezirks erfolgt in vorliegenden Quellen nicht |

### Abgeordnete des Bauernstandes
| Wahlbezirk | Abgeordneter                       | stellvertretender Abgeordneter          | Bemerkungen |
| ---------- | ---------------------------------- | --------------------------------------- | ----------- |
| 1          | Julius Ehrenberg                   | Friedrich Wilhelm Thiemer               |             |
| 2          | vakant                             | Friedrich Wilhelm Schade                |             |
| 3          | Karl Ernst Seydel                  | Christian Gottfried Ahnert              |             |
| 4          | Karl Heinrich Otto                 | Johann Christlieb Jentzsch              |             |
| 5          | Heinrich Wilhelm Pötzsch           | Heinrich Hermann Däweritz               |             |
| 6          | Friedrich August Müller            | Friedrich Moritz Brendel                |             |
| 7          | Adolph Moritz Jungnickel           | August Gotthardt Petzold                |             |
| 8          | Friedrich Wilhelm May              | Johann Gottlieb Schinke                 |             |
| 9          | Moritz Lehmann                     | Carl Weitzmann                          |             |
| 10         | Friedrich Wilhelm Oehmichen        | Karl Ernst Klopfer                      |             |
| 11         | Magnus Guido Uhlemann              | Friedrich Wilhelm Lorenz                |             |
| 12         | Gottlob Friedrich Göhler           | vakant                                  |             |
| 13         | Carl Lebrecht Ufer                 | Karl Ernst Steiger                      |             |
| 14         | Carl Friedrich Solbrig             | Friedrich Ferdinand Linke               |             |
| 15         | Carl Friedrich Thümer              | Wilhelm Heinrich Vogel                  |             |
| 16         | Karl Gotthilf Mehnert              | Ernst Julius Schulze                    |             |
| 17         | Johann Christoph Friedrich Stöhr   | Friedrich Eduard Kessel                 |             |
| 18         | Heinrich Wilhelm Schweizer         | Friedrich August Barth                  |             |
| 19         | Johann Christlieb Haberkorn        | Carl Friedrich Wolf                     |             |
| 20         | Johann Gottfried Dietzsch          | Christian Friedrich Ferdinand Schneider |             |
| 21         | Christian Gottlieb Riedel          | Ernst Gotthelf Held                     |             |
| 22         | Johann Gottfried Tempel            | Karl Elias Domsch                       |             |
| 23         | Christian Friedrich Wilhelm Israel | Karl August Heinze                      |             |
| 24         | Karl Hermann Fahnauer              | Karl Traugott Leberecht Schierz         |             |
| 25         | Friedrich Wilhelm Beeg             | Karl Bernhard Päßler                    |             |

### Vertreter des Handels und Fabrikwesens
| Bezirk | Abgeordneter              | stellvertretender Abgeordneter     | Bemerkungen |
| ------ | ------------------------- | ---------------------------------- | ----------- |
| 1      | Franz Ludwig Gehe         | Gottlob Ehregott Benjamin Herrmann |             |
| 1      | August Hermann Stöhr      | Ernst Albert Jordan                |             |
| 2      | Karl Otto Gruner          | Wilhelm Küstner                    |             |
| 2      | Heinrich Moritz Bering    | Moritz Heinrich Lorenz             |             |
| 3      | Georg Ludwig Wilhelm Burk | Moritz Ostwalt                     |             |
| 3      | Friedrich Gottlob Lehmann | Philipp Wilhelm Hamm               |             |
| 4      | Conrad Rudolph Pornitz    | Julius Theodor Marbach             |             |
| 4      | Jakob Moritz Eisenstuck   | Emil Julius Seyffert               |             |
| 5      | Robert Georgi             | Anton Hartwig                      |             |
| 5      | Franz August Mammen       | Emil Christian Hänel               |             |